# Cyklus for
Cyklus for je řídicí struktura počítačového programu a je svou činností podobný cyklu while-do s testováním podmínky na začátku cyklu.
Typicky se cyklus skládá z inicializátoru, podmínky, inkrementu a těla cyklu. V různých programovacích jazycích existují různé modifikace for cyklu, kde je např. místo inicializátoru, podmínky a inkrementu uveden výčet hodnot, které se budou přiřazovat nějaké proměnné (nejčastěji ordinálního typu).

## Příklady
Jazyk C / C++ / Java / C# používá konstrukce inicializátor, podmínka, inkrement a tělo cyklu:
```
for
 
(
 
i
=
0
;
 
i
<
N
;
 
i
++
 
)
 
{
 
// inicializátor; podmínka; inkrement

  
// tělo cyklu

}

```

viz složitější příklad, který počítá k=2N:
```
for
 
(
 
i
=
0
,
k
=
1
;
 
i
<
N
;
 
i
++
,
k
<<=
1
 
);
 
// inicializátor; podmínka; inkrement

```

Pascal používá výčet intervalu:
```
 
for
 
i
 
:=
 
0
 
to
 
N
 
do
 
(* i nabývá postupně hodnot od 0 do N *)

 
begin

   
(* tělo cyklu *)

 
end

```

V jazyku PHP můžeme použít i více variant:
- podobně jako v jazyku C (inicializátor, podmínka, inkrement):

```
for
 
(
 
$i
=
0
;
 
$i
<
$N
;
 
$i
++
 
)
 
{

   
// tělo cyklu

}

```

- nebo užitím foreach pro všechny prvky určitého pole:

```
$a
 
=
 
array
(
1
,
2
,
5
,
8
);

foreach
 
(
 
$a
 
as
 
$index
=>
$hodnota
 
)
 
{

  
echo
 
"index=
$index
, hodnota=
$hodnota
\n
"
;

}

```

vypíše:
```
index=0, hodnota=1
index=1, hodnota=2
index=2, hodnota=5
index=3, hodnota=8
```